# U-Bahnhof Terreiro do Paço
Terreiro do Paço ist ein U-Bahnhof der Linha Azul (blaue Linie) der Metro Lissabon, dem U-Bahn-Netz der portugiesischen Hauptstadt. Der Bahnhof befindet sich unterhalb der Avenida Infante D. Henrique der Stadtgemeinde Santa Maria Maior in unmittelbarer Nähe zum Praça do Comércio, der im Volksmund jedoch Terreiro do Paço („Schlossplatz“) genannt wird. Die Nachbarstationen des Bahnhofes sind Santa Apolónia und Baixa-Chiado. Der Bahnhof ging am 19. Dezember 2007 in Betrieb. Oberhalb des U-Bahnhofes befindet sich das wichtige Fährterminal gleichen Namens, das offiziell jedoch die Bezeichnung Estação Ferroviária do Sul e Sueste („Süd- und Südostbahnhof“) trägt.

## Geschichte

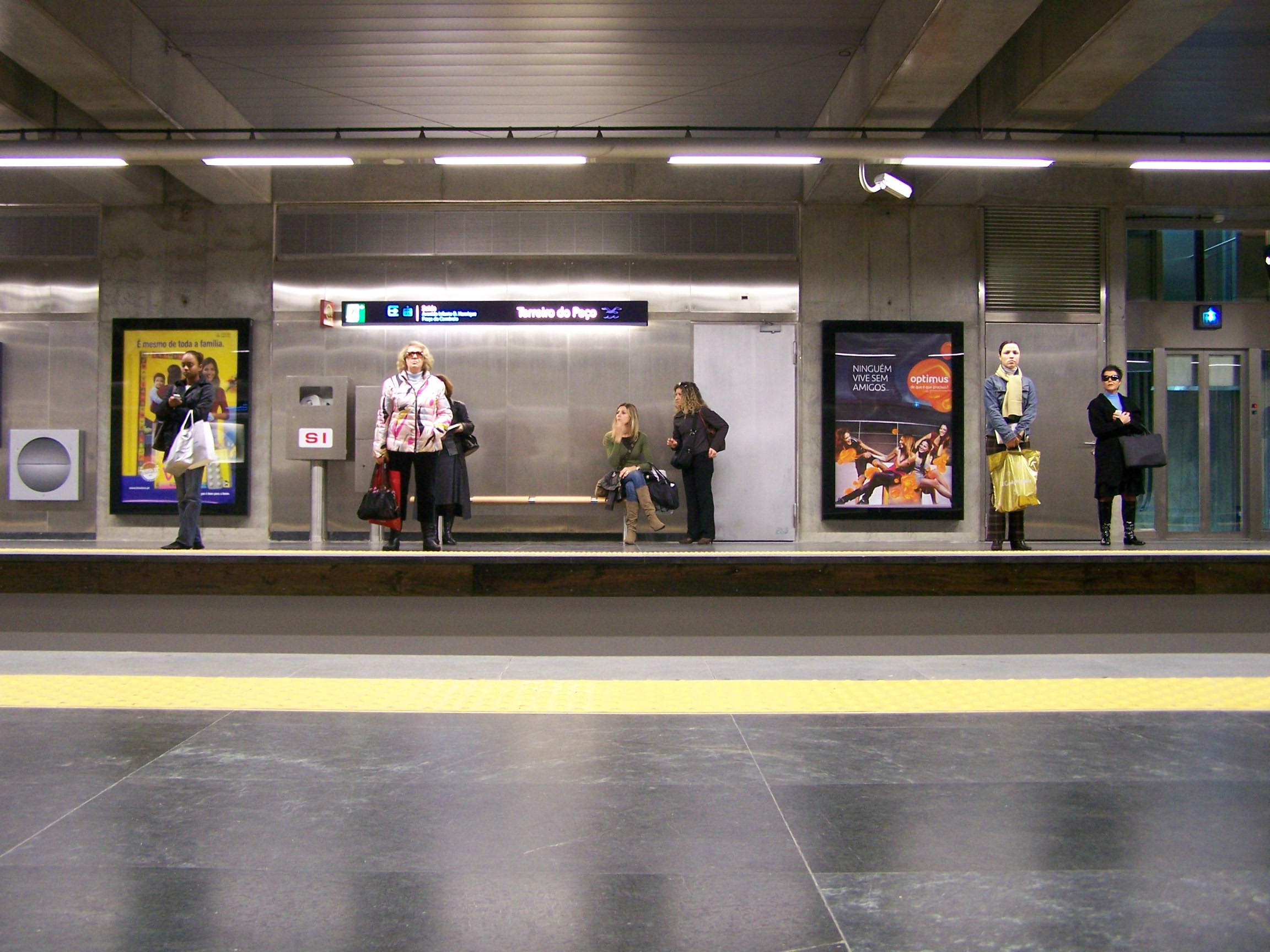
Wartende Fahrgäste am U-Bahnhof Terreiro do Paço

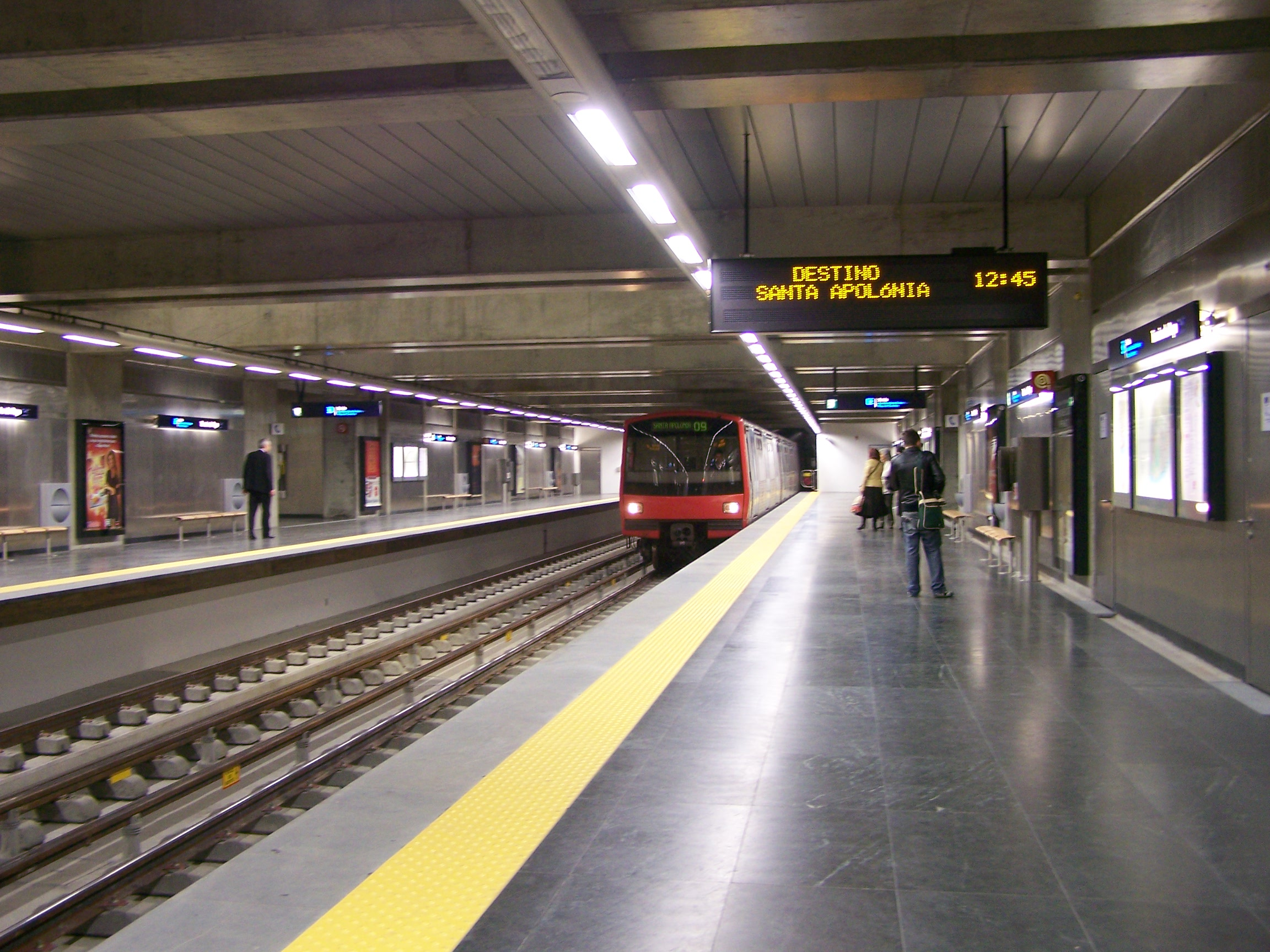
Ausfahrender Zug

Seitdem die U-förmige U-Bahn-Strecke zwischen den U-Bahnhöfen Jardim Zoológico und Alvalade in zwei eigene Linien aufgespalten wurde (Linha Azul und Linha Verde), plante die Betreibergesellschaft Metropolitano de Lisboa – getreu dem Plano de Expansão da Rede 1999 (Plan zur Erweiterung des Netzes bis 1999) – jeweils eine Linie bis zu jeweils einem der beiden großen Bahnhöfe am Tejoufer zu verlängern. Seit 1998 fährt die Linha Verde bis zum Bahnhof Cais do Sodré, seitdem sollte auch die Linha Azul bis zum Bahnhof Santa Apolónia fahren. Die Bauarbeiten dafür begannen 1997, doch ein großer Wassereinbruch im Juni 2000 in der Nähe des heutigen U-Bahnhofes Terreiro do Paço und verschärfte Sicherheitsrichtlinien verhinderten eine rechtzeitige Fertigstellung. Deshalb konnte die Betreibergesellschaft der Metro Lissabon, die Metropolitano de Lisboa, den Verkehr erst zehn Jahre nach Bauanfang, am 19. Dezember 2007 aufnehmen. Insgesamt kostete das Bauwerk zwischen Baixa-Chiado und Santa Apolónia 299 Millionen Euro, 31 Millionen Euro mehr als geplant.
Für den Bahnhof Terreiro do Paço selbst war der Architekt Artur Rosa verantwortlich, er entwarf zwei für die Metro Lissabon typische Seitenbahnsteige. Aufgrund des Untergrundes liegt der Bahnhof besonders tief, sodass mehrere Rolltreppen zur Oberfläche führen. Für die Ausgestaltung war João Vieira zuständig, er hielt sich jedoch sehr zurück und gestaltete lediglich ein großes Fliesenwerk mit bunten Azulejos mit dem Titel Transparência II, das sich in der Haupthalle des Bahnhofes befindet. Sonst dominieren Beton und Metallpaneele, die dem Bahnhof einen kühlen Anstrich verleihen. Die architektonische Leistung erhielt 2007 den hochdotierten Artchtiekturpreis Prémio Valmor de Arquitetura.
Nach der Eröffnung des Bahnhofes zog auch eines der beiden Kundenzentren der Metro vom U-Bahnhof Alameda in den Bahnhof Terreiro do Paço. Sobald auch die Sanierung des Fährterminals beendet ist, wird es einen direkten Zugang vom Bahnhof zu den Schiffen geben.
Neun Monate nach der Eröffnung des Bahnhofes stellte die Betreibergesellschaft fest, dass statt der geplanten 25.000 Fahrgäste pro Tag nur etwa 12.000 Fahrgäste pro Tag den Bahnhof benutzen. Die Metropolitano de Lisboa, EP führt dies auf den eingeschränkten Fährbetrieb der Transtejo zwischen Caxias und Lissabon sowie die Furcht der Fahrgäste vor einem Wassereinbruch – wie bei den Bauarbeiten geschehen – zurück.

## Verlauf
Am U-Bahnhof bestehen Umsteigemöglichkeiten zu den Bus- und Straßenbahnlinien der Carris sowie zu den Fährschiffen der Transtejo.
| Linie | Verlauf |
| ----- | --- |
|       | Reboleira – Amadora Este – Alfornelos – Pontinha – Carnide – Colégio Militar/Luz – Alto dos Moinhos – Laranjeiras – Jardim Zoológico – Praça de Espanha – São Sebastião – Parque – Marquês de Pombal – Avenida – Restauradores – Baixa-Chiado – Terreiro do Paço – Santa Apolónia |